# Xã Brown, Quận Morgan, Indiana
Xã Brown (tiếng Anh: Brown Township) là một xã thuộc quận Morgan, tiểu bang Indiana, Hoa Kỳ. Năm 2010, dân số của xã này là 12.973 người.